# Brevet de technicien supérieur - Études de réalisation d'un projet de communication
Le BTS en « Études de réalisation d’un projet de communication » est une formation professionnelle offerte en France qui destine au métiers de l'imprimerie (presse) et la fabrication, la mise en page et la retouche photo (pré-presse). Il donne un niveau baccalauréat + 2 aux candidats qui l'obtiennent.
Selon les chiffres de l'ONISEP (2012), il y a 23 formations qui préparent en France au BTS en « Communication et industries graphiques », la plupart (72 %) dans le secteur public.

## Histoire
Le BTS a évolué en 2015 sous un nouvel intitulé "études de réalisation d’un projet de communication", avec 2 options - option A : études de réalisation de produits plurimedia, option B : études de réalisation de produits imprimés .